# Río Umgeni
El río Umgeni o río Mgeni (zulú: uMngeni) es un río de la provincia de KwaZulu-Natal, en Sudáfrica. Nace en "Dargle" en KZN Midlands, y su desembocadura está en Durban, a cierta distancia al norte del puerto natural de Durban. En general, se acepta que su nombre significa "el río de entrada" en idioma zulú, aunque se han sugerido otros significados.
El río tiene aproximadamente 232 kilómetros (144 millas) de largo con un área de captación de 4.432 kilómetros cuadrados (1.711 millas cuadradas). Las cataratas de Howick son algunas de las famosas cascadas del Mngeni.